# Ambasciatori prussiani nell'Assia-Kassel
L'ambasciatore prussiano nell'Assia-Kassel era il primo rappresentante diplomatico della Prussia nell'Assia-Kassel.
Le relazioni diplomatiche iniziarono ufficialmente nel 1778 e rimasero attive sino all'assorbimento dell'Assia-Kassel nel regno di Prussia nel 1866.

## Regno di Prussia
- 1813–1819: Carl von Hänlein
- 1819–1841: Karl von Canitz und Dallwitz
- 1841–1844: Wilhelm Ulrich von Thun
- 1844–1844: Karl Friedrich von Savigny, Chargée d'affaires
- 1844–1849: Ferdinand von Galen
- 1849–1852: Hermann von Thile
- 1853–1859: Gustav von der Schulenburg
- 1859–1862: Rudolf von Sydow
- 1863–1863: Harry von Arnim
- 1863–1864: Enrico VII di Reuß-Köstritz
- 1864–1866: Heinrich von Roeder

1866: Chiusura dell'ambasciata